# Hacker (pasatiempo)
En computación hogareña, un hacker o jáquer es una persona que modifica fuertemente el software o hardware de su sistema computacional. Esto incluye construir, reconstruir, modificar y crear software (actividades conocidas como cracking o demoscene) y el hardware (modding), para mejorar su sistema haciéndolo más rápido o logrando ejecutar funciones que nunca se habían pensado realizar con el sistema original. Esta actividad surgió a partir del MITS Altair.

## Modificador de hardware
Otro tipo de hacker es aquel que crea novedosas modificaciones de hardware. los hackers de hardware son quienes modifican máquinas (no solamente computadoras) para expandir sus capacidades; este grupo está ubicado entre la cultura del inventor aficionado y el profesional en ingeniería electrónica. Un ejemplo de este tipo de modificaciones es la adición de módulos TCP IP a un número de máquinas expendedoras y cafeteras durante el final de las década de 1980 y a principios de la década de 1990.
Este tipo de hackers son personas hábiles en la escritura de código a nivel de circuito, hacer controladores de dispositivos, desarrollo de firmware, redes de bajo nivel, y son capaces de usar estas habilidades para hacer que los dispositivos ejecuten tareas superiores a las descritas en su hoja de especificaciones, además son personas muy apreciadas dentro de la comunidad hacker; debido a la complejidad y dificultad de este tipo de trabajos y los conocimientos en ingeniería necesarios para hacerlo.